# Titanic: Honor and Glory
Titanic: Honor and Glory je připravovaná videohra vývojáře Vintage Digital Revival. Vývoj hry probíhá od roku 2012 a má obsahovat kompletní digitální rekonstrukci RMS Titanic. Dne 3. března 2023 byla vydána nejnovější demoverze hry, která hráčům umožňuje prozkoumat přibližně polovinu lodi.

## Hratelnost
Od hry se očekává, že bude obsahovat plně prozkoumatelnou digitální rekonstrukci Titanicu, včetně režimu prohlídky, záznamů v denících a sběratelských předmětů.

## Vývoj
Vývoj hry byl zahájen v listopadu 2012 po zrušení módu Titanic: Lost in the Darkness pro Crysis 2. Dne 25. prosince 2012 byla vydána první ukázka hry, jež ukazovala průlet Velkým schodištěm. K vývoji hry byl použit CryEngine 3, který byl později přepnut na Unreal Engine 4.
První ukázka hry v Unreal Engine 4 byla nahrána na YouTube v březnu 2015 a předváděla ranou animaci potopení D-Deck Reception v reálném čase. V dubnu téhož roku byla vydána hratelná demoverze, která obsahovala vybrané oblasti lodi včetně D-Deck Reception, Scotland Road a tureckých lázní. V červenci se konal podcast, který poskytoval aktuální informace o projektu. Během podcastu bylo zveřejněno několik náhledových screenshotů současného stavu Velkého schodiště. Téhož dne byla spuštěna oficiální fóra. Následující den však byla stažena.
Pro výzkum projektu vývojáři vyhledávali neznámé artefakty nebo dochované kusy sesterské lodi RMS Olympic, aby zajistili správnou rekonstrukci. V listopadu 2015 se producenti hry Thomas Lynskey a Matthew DeWinkeleer vydali na jedenáctidenní výzkumnou cestu do Anglie. Mezi hlavní body cesty patřila návštěva hospody Grapes v Southamptonu, která měla být ve hře zobrazena, a měření dřevěného obložení původního salónku první třídy RMS Olympic, který slouží jako jídelna hotelu White Swan v Alnwicku.
U příležitosti 104. výročí tragédie nahráli vývojáři 14. dubna 2016 na svůj oficiální kanál YouTube animované video, které v reálném čase ukazuje potopení Titanicu. Téhož večera se konal živý podcast, v němž tým komentoval video, které společně s posluchači sledoval. O videu se psalo na mnoha zpravodajských webech. Video se setkalo s celkově pozitivním přijetím ze strany historiků i veřejnosti.
Vývojáři v červenci 2019 oznámili spolupráci s uměleckým studiem 5518 Studios, které se zabývá vývojem NPC pro hru.
Sesterský projekt s názvem Britannic: Patroness of the Mediterranean byl vydán ve službě Steam 19. června 2020. Kromě podpory náhlavních souprav pro virtuální realitu hra obsahuje Britannic v civilní i nemocniční lodní barvě.
V živém vysílání vývojářského týmu byla oznámena free-to-play alfa verze hry Titanic: Honor and Glory. Datum vydání zatím nebylo oznámeno.
Před odchodem Toma Lynskeyho z projektu v roce 2021 se měl příběh hry zaměřit na fiktivního 23letého amerického absolventa Oxfordské univerzity Owena Roberta Morgana. Když je omylem považován za mezinárodního zločince, musí se nalodit na loď RMS Titanic ve snaze očistit své jméno a najít skutečné viníky. Jakmile by hráč nastoupil na loď, musel by splnit určité úkoly skutečného člena posádky a zajistit si vlastní kajutu, a když by Titanic narazil do ledovce, měl mít podle plánu na vyřešení záhady dvě hodiny a čtyřicet minut. Z těchto plánů sešlo ve prospěch jiného směřování hry, která by představovala loď jako virtuální muzeum.

### Project 401 And The Future
Rozsáhlá demoverze s názvem Titanic: Honor and Glory - Demo 401, hovorově Megademo, byla vydána 25. prosince 2021. Demo využívalo Unreal Engine 4 a zpočátku obsahovalo 25 % prostoru Titanicu v jediné úrovni, následné aktualizace pak rozšířily počet oblastí na 30 % lodi.
K 22. srpnu 2022 byly hlavní projekty Titanic: Honor and Glory a Demo 401, nyní nazývaná Project 401, oficiálně odděleny. Kreativní ředitel James Penca přiznal zpoždění ve vývoji a několikeré mlčení týmu a prohlásil: „[Pro 401] jsme se rozhodli, že místo toho, abychom vás nechali čekat, až bude loď stoprocentně hotová, otevřeme alfa fázi vývoje a umožníme [fanouškům] prozkoumat oblasti, které jsme dokončili, zatímco budeme pracovat na dalších oblastech... v podstatě tak otevřeme vývoj hry našim fanouškům.“
Remasterované demo, Demo 401 V2.0, bylo vydáno 3. března 2023. Po přechodu na Unreal Engine 5 se jedná o největší vydané demo hry, které pokrývá 50 % lodi.